# Elorz
Elorz (Elortz en euskera de forma cooficial)
es una localidad y un concejo del Valle de Elorz en la Comunidad Foral de Navarra, España, situada en la  Cuenca de Pamplona, en la Merindad de Sangüesa y a 13 km de distancia de la capital navarra, Pamplona. Su población en 2014 fue de 273 habitantes.

## Geografía
La localidad está situada en el extremo oriental del Valle de Elorz. Limita al norte con Labiano (Aranguren) y con Cemboráin (Unciti), al este con Monreal, al sur con Yárnoz y Otano; y al oeste con Zabalegui y Zulueta. Elorz tiene un paso por la sierra de Tajonar para cruzar hacia el Valle de Aranguren y llegar a Labiano. Se trata del paraje de Andricáin, un caserío entre ambos pueblos.

## Demografía
| 1996 | 1998 | 1999 | 2000 | 2001 | 2002 | 2003 | 2004 | 2005 | 2006 | 2007 | 2008 |
| ---- | ---- | ---- | ---- | ---- | ---- | ---- | ---- | ---- | ---- | ---- | ---- |
| 113  | 114  | 116  | 118  | 124  | 133  | 145  | 122  | 121  | 118  | 124  | 190  |

## Comunicaciones
| Eskualdeko Hiri Garraioa/Transporte Urbano Comarcal |   |
| Taxi Iruñerria                                      |   |
| Zona                                                | B |
| Estaciones                                          |   |